# Бернар Шаланд
Бернар Шаланд (на френски: Bernard Challandes), роден в Льо Локъл на 28 юли 1951 г., е швейцарски футболен треньор.
Старши треньор на „Сион“. . Отборът играе в Швейцарската Суперлига.

## Кариера
Бил е треньор на Младежкия национален отбор по футбол на Швейцария. 
От лятото на 2007 до 19 април 2010 г. е треньор на ФК „Цюрих“. 
На 29 май 2010 г. подписва с ФК „Сион“. 